# Scott Foster
Scott Michael Foster, född 4 mars 1985 i Illinois, är en amerikansk skådespelare som spelade huvudrollen "Cappie" i ABC Familys TV-serie Greek. Foster spelar också gitarr och är sångare i indierockbandet "Siren's Eye".
Han har dessutom spelat Rebeccas chef i serien Crazy ex Girlfriend.